# Senshi Sōshō
O Senshi Sōshō (戦史叢書), também chamado de Koukan Senshi (公刊戦史), é a história do envolvimento militar do Império do Japão na Guerra do Pacífico, de 1937 a 1945. Foi compilado e é mantido pelo Gabinete de História da Guerra do Ministério da Defesa do Japão, em Tóquio, tendo sido publicado por Asagumo Shimbunsha.